# Német márka
A német márka (szokásos rövidítései: DM és DEM) a Német Szövetségi Köztársaság törvényes pénzneme volt az 1948-as bevezetéstől – a keleti tartományokban pedig az 1990-es újraegyesítéstől – 1999-ig, amikor szerepét átvette az euró. A szövetségesek által megszállt területeken hozták először forgalomba az addigi birodalmi márka (Reichsmark) helyett, s egészen az euró bevezetéséig mint a Német Szövetségi Köztársaság pénzneme szolgált. Az érmék és bankjegyek még három évig, az euró bankjegyek és érmék forgalomba hozataláig megmaradtak mint a készpénzforgalom lebonyolításának eszközei.
A német márka váltópénze a (magyarban kisbetűvel írt) Pfennig volt (1 márka = 100 pfennig). A tízpfenniges érme köznapi neve Groschen (magyarul: garas) volt.

## Helyesírás és kiejtés
A pénznem német neve Deutsche Mark (nn.), többes száma megegyezik az egyes számmal. Németül a deutsche melléknév (a német jelentésű melléknév nőnemű, egyesszámú, alanyeseti alakja), ez esetben nagybetűvel írandó, mivel tulajdonnév része, míg a Mark mint minden német főnév, szintén nagybetűvel írandó. Az angolban használatos (de a magyar nyelvben sem ismeretlen) deutschmark forma csak kissé tér el (hiányzik a hangsúlytalan e). A németben használják a rövidebb Mark és D-Mark formákat is; mindkettő nőnemű és ezeknek is csak az egyesszámát használják pénzmennyiség megjelölésére. Olykor a Mark többesszámát (Märker) szokták használni, ha kifejezetten több pénzdarabra (érmére, bankjegyre) utalnak, például Gib mir mal ein paar Märker kb. Adj csak ide néhány márkást (azaz márka érmét vagy papírpénzt).
A váltópénz neve Pfennig (hn.), melynek a Marktól eltérően van elterjedten használt többesszáma (Pfennige). Az egyes és a többes szám is használható a többes kifejezésére a félreértés veszélye nélkül, például dreißig Pfennige vagy dreißig Pfennig (azaz 30 pfennig)

## Története

### Előzmények
A márka a német egység 1871-es létrejötte utáni Németország pénzegysége. Ezt megelőzően a különféle német államok sokféle pénzegységet hoztak forgalomba, melyek többségének értékét azonban a 16⅜ gramm színezüstöt tartalmazó egyleti tallérhoz (Vereinsthaler) rögzítették. Bár a márka aranyalapú valuta volt, az egyleti tallérhoz viszonyított árfolyamát 1 tallér = 3 márka értéken rögzítették.
Az 1873-ban bevezetett német aranymárka (Goldmark) az első világháború után elvált az arany-standardtól: a márkaérték papírértékké vált (papírmárka; Papiermark). A világháborút követő infláció, majd hiperinfláció miatt a márka teljesen elvesztette értékét, a készpénzállományt pedig kizárólag papírpénz alkotta. A hiperinflációt követő stabilizációs program részeként hozták forgalomba 1923-ban a járadékmárkát (Rentenmark), majd 1924-ben a birodalmi márkát.

### A bevezetéstől az újraegyesítésig
A német márkát (Deutsche Mark) 1948. június 21-én vezették be a nyugati szövetséges hatalmak. A korábbi járadékmárkát és birodalmi márkát különféle árfolyamok szerint váltották át az új fizetőeszközre: 1 birodalmi márkát 1 német márkára váltottak a fizetések, lakbérek stb. esetében; 10 birodalmi márkát váltottak át 1 német márkára a privát nem-bankok bankszámláinak konvertálásakor, de bizonyos összeghatár felett csak 65 pfenniget számoltak el 10 birodalmi márkánként. Ezeken kívül még minden személyt egy egyszeri, fejenkénti 60 márkás juttatásban részesítettek, amit két részletben (először 40, majd 20 márka) fizettek ki.
Az új pénz bevezetésének elsődleges célja volt egy újabb hiperinfláció elszabadulásának megelőzése, és a feketepiaci árucsere visszaszorítása (ahol például az amerikai cigaretta is fizetőeszközként szolgált). Ez a szovjet hatóságok haragját váltotta ki, ui. a lépést fenyegetésnek tekintették. Amikor az új márkát Berlin nyugati szövetségesek által őrzött részén is bevezették, a szovjetek azonnal lezártak minden közúti, vasúti és vízi összeköttetést Nyugat-Berlin és Nyugat-Németország között. Ez vezetett a berlini blokádhoz.
Néhány nap múlva a szovjet megszállási övezetben is új pénzt vezettek be (amelyet kezdetben szintén Deutsche Marknak, azaz német márkának neveztek) felülbélyegzett birodalmi márka és rentenmárka bankjegyek formájában – ezzel az érvényüket vesztő bankjegyek nyugatról való beáramlását kívánták megakadályozni. 1948 júliusában egy teljesen új kelet-német márka bankjegysort adtak ki.
A német márkát először a szövetséges hadsereg bocsátotta ki. Később az 1948-as év során a Bank deutscher Länder folytatta a kibocsátást, majd 1960-tól a Deutsche Bundesbank. Az évek során egyre nőtt a bizalom a német márka iránt, jól őrizte értékét olyan időkben is, amikor a térség valutáinak gyorsuló inflációval kellett szembenézniük. Hamarosan a német nemzeti büszkeség egyik fő forrása, és a nyugat-német nemzetgazdaság gyarapodásának sarokköve lett, különösen az 1950-es években, a Wirtschaftswunder, a német gazdasági csoda kibontakozásának idején. A bizalom külföldön is megmutatkozott: a német márka az amerikai dollár után a második legnagyobb mennyiségben tartalékolt valuta volt (az euró bevezetéséig).
A német márkának jelentős szerep jutott az újraegyesítés során is: 1990 júliusában hivatalosan bevezették az NDK-ban az addigi kelet-német márka helyébe. Az NDK-márkában vezetett bankszámlákat 4000 márka értékhatárig 1:1 arányban, afölött 1:2 arányban váltották át NSZK-márkára. Ezt a lépést sok közgazdász kritizálta a túlzottan nagylelkű átváltási arányok miatt, sokan a későbbi gazdasági gondokat is ebben látják gyökerezni.

### Áttérés az euróra
Az 1990-es évek közvéleménykutatásai szerint a többség elutasította a német márka euróra cserélését, és még ma is jelentős azok száma, akik a márkához való visszatérést tartanák helyesnek. Az euró hivatalosan 1999. január 1-jétől vált Németország törvényes pénznemévé. Bár készpénz formájában az euró ekkor még nem jelent meg, ettől kezdve a márka jogilag csupán az euró fizikai formáját jelentette, illetve annak (nem decimális) váltópénzeként funkcionált. Az eurókészpénz 2002. január 1-jei megjelenése után a márka elvesztette törvényes fizetőeszköz-jellegét, azaz – szemben a többi országgal, amely ugyanekkor cserélte le nemzeti valutáját euróra – Németországban azonnal az euró vált egyedüli törvényes pénznemmé. Ennek azonban inkább elvi (jogi) jelentősége volt, hiszen február 28-ig még korlátlanul elfogadták a márkát, de a visszajárót már kizárólag euróban adták. A Deutsche Bundesbank korlátlan ideig garantálja a márka euróra váltását valamennyi fiókjában. Emellett mind a mai napig előfordulnak akciók, melyek idején fizetésképp márkát is elfogadnak a boltokban. A Deutsche Telekom németországi utcai telefonfülkéinek 90 százaléka még most is elfogadja a márka és a pfennig-érméket.

## Érmék
Az első érméket a Bank deutscher Länder adta ki 1948-ban és 1949-ben. 1950-től a Bundesrepublik Deutschland (a. m. Német Szövetségi Köztársaság) felirat szerepelt az érméken.
| Címlet     | Kibocsátás évei | Összetétel                                                    | Előlap                    | Hátlap |
| ---------- | --------------- | ------------------------------------------------------------- | ------------------------- | --- |
| 1 Pfennig  | 1948-2001       | 1948-1949: Bronzzal bevont acél 1950-2001: Rézzel bevont acél | Tölgyfaág                 | Értékjelzés |
| 2 Pfennig  | 1950-2001       | 1950-1968: Bronz 1968-2001: Bronzzal bevont acél              | Tölgyfaág                 | Értékjelzés |
| 5 Pfennig  | 1949-2001       | Sárgarézzel bevont acél                                       | Tölgyfaág                 | Értékjelzés |
| 10 Pfennig | 1949-2001       | Sárgarézzel bevont acél                                       | Tölgyfaág                 | Értékjelzés |
| 50 Pfennig | 1949-2001       | Sárgarézzel bevont acél                                       | Tölgyfacsemetét ültető nő | Értékjelzés |
| 1 DM       | 1950-2001       | Réznikkel                                                     | Német sas                 | Értékjelzés |
| 2 DM       | 1957-2001       | Réznikkel                                                     | Német sas                 | 1957-1971: Max Planck 1969-1987: Konrad Adenauer 1970-1987: Theodor Heuss 1979-2001: Kurt Schumacher 1988-2001: Ludwig Erhard 1990-1994: Franz Josef Strauß 1994-2001: Willy Brandt |
| 5 DM       | 1957-2001       | 1951-1974: Ezüst 1975-2001: Réznikkel                         | Német sas                 | Értékjelzés |

Szép számmal bocsátottak ki 5 és 10 márka címletű ezüst emlékpénzeket is, melyek ugyan törvényes fizetőeszköznek minősültek, inkább az éremgyűjtők gyűjteményét gyarapították.
A német érméken látható verdejel az érmét készítő pénzverdére utal:
- A Berlin (a második világháború idején és az újraegyesítés óta használják)
- B Bécs (csak a második világháború idején használták)
- D München
- E Muldenhutten
- F Stuttgart
- G Karlsruhe
- J Hamburg

Ezek a verdejegyek a német euróérméken is megtalálhatók.

## Bankjegyek
A német márka bankjegyekből négy sorozatot bocsátottak ki:

### Az első sorozat bankjegyei
Az első sorozatot 1948-ban az amerikai-brit-francia szövetséges megszálló hatalmak bocsátották ki. Címletek: ½, 1, 2, 5, 10, 20, 50 és 100 márka. A 20 és 50 márkásból kétféle változat készült, valamennyit az Egyesült Államokban nyomtatták. Biztonsági elemként metszetmélynyomtatást és a bankjegyek papírjába kevert, planchette nevű színes, kis méretű korongokat használtak. A Nyugat-Berlinben használt bankjegyeket "B" felülbélyegzéssel, vagy perforálással látták el, a köznyelvben ezeket a „Bärenmark“ - medvemárka elnevezéssel illették (Berlin címerállata a medve).

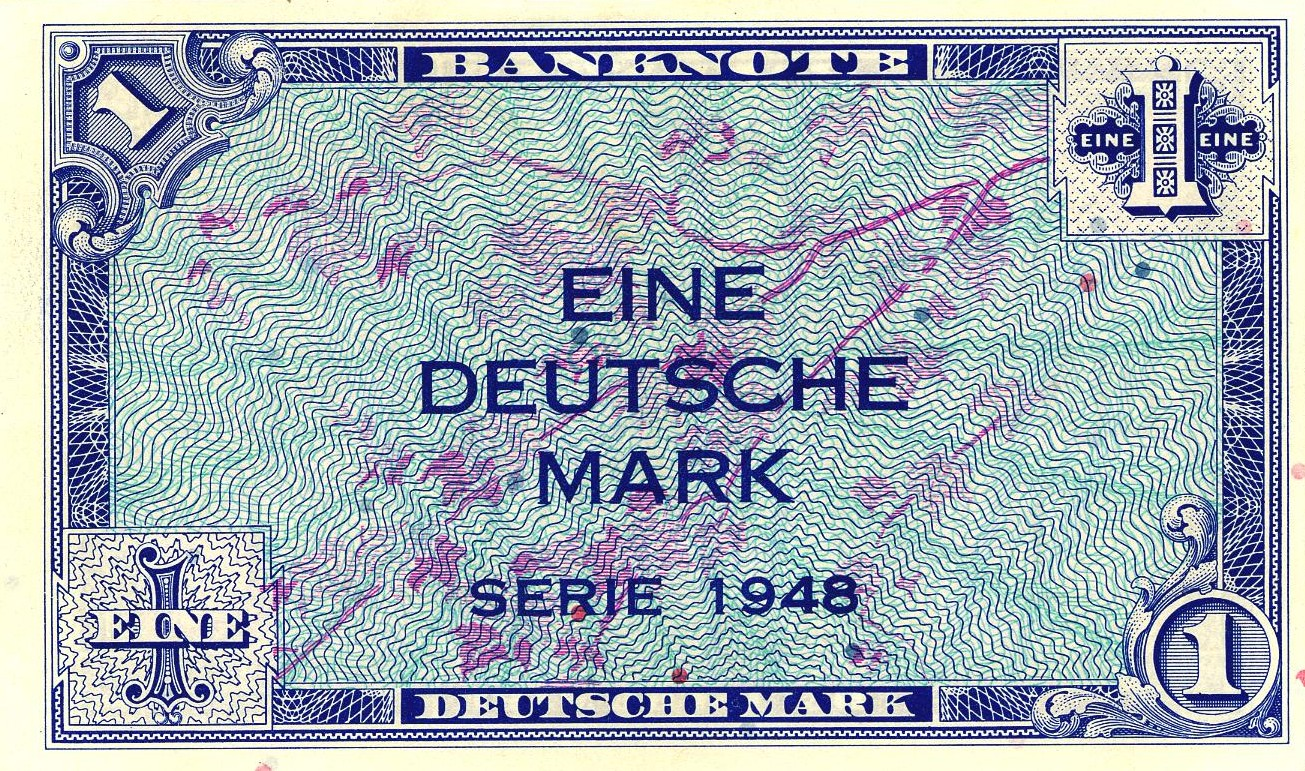
A német márka első sorozatának 1 márkás címlete, mérete 112 x 67 mm, az 1/2, a 2 és az 5 márkás is hasonló stílusú és azonos méretű volt
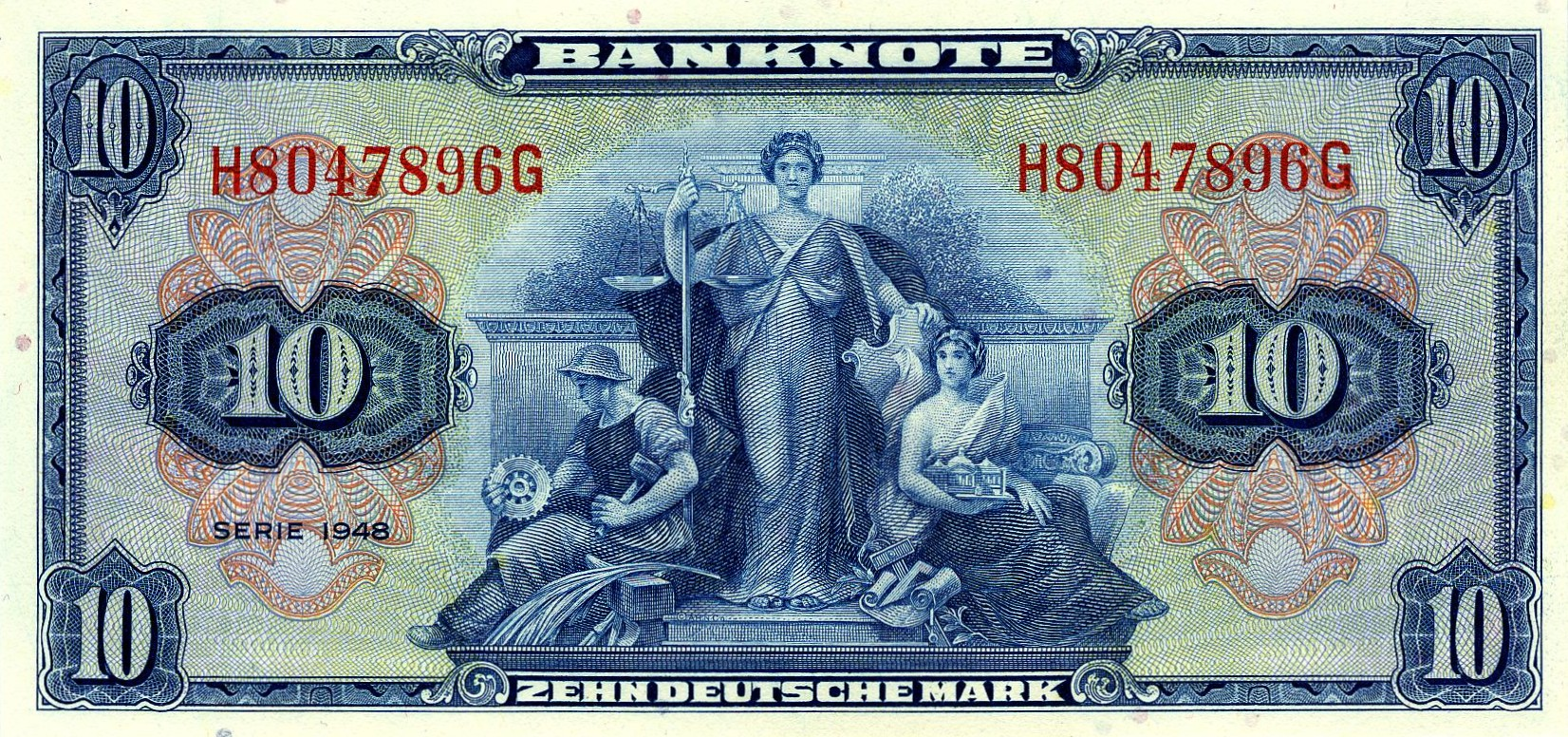
Az első sorozat 10 márkás, amerikai dollárhoz hasonló stílusú bankjegye, mérete 141 x 67 mm. 1966-ig maradt forgalomban
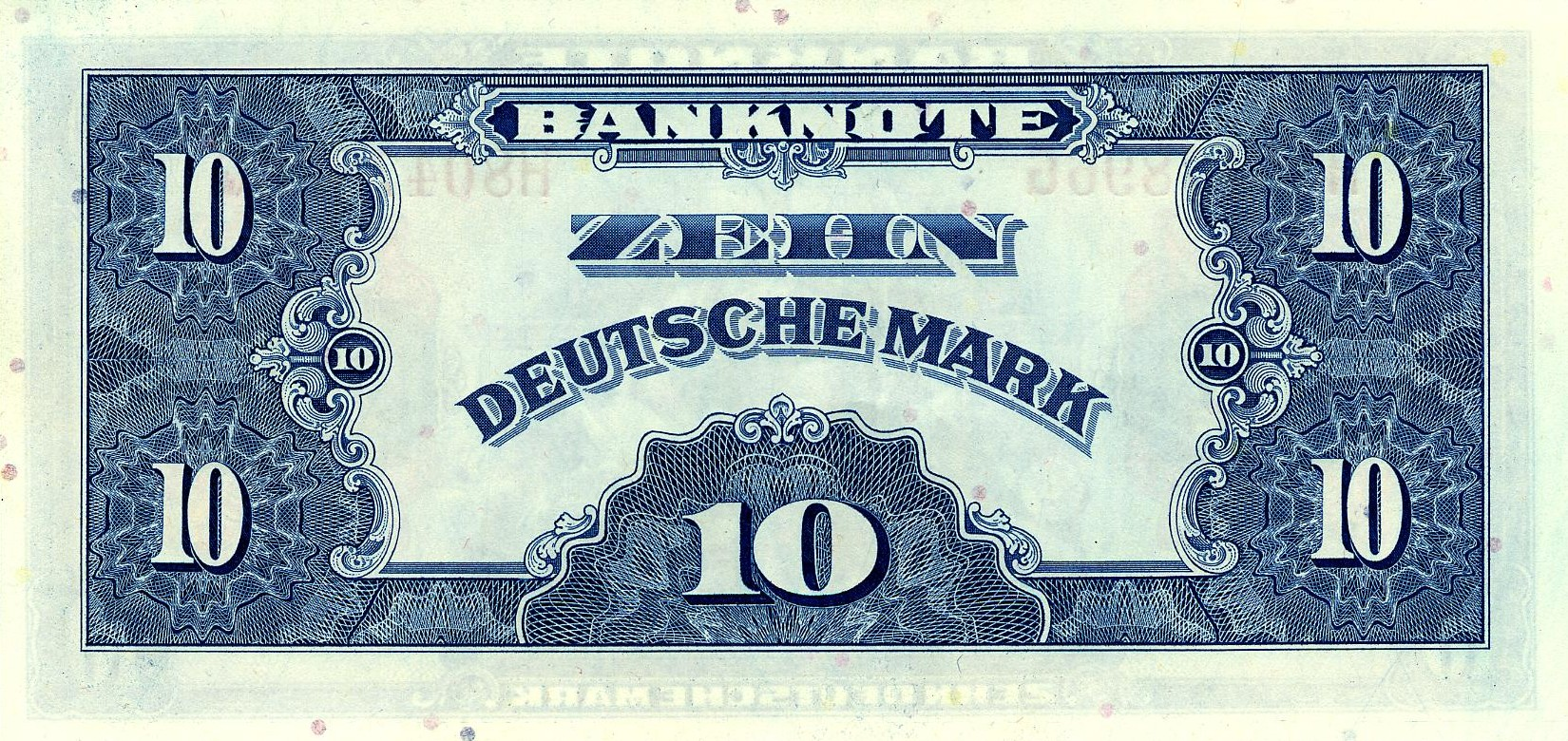
Az első sorozat 10 márkásának hátoldala
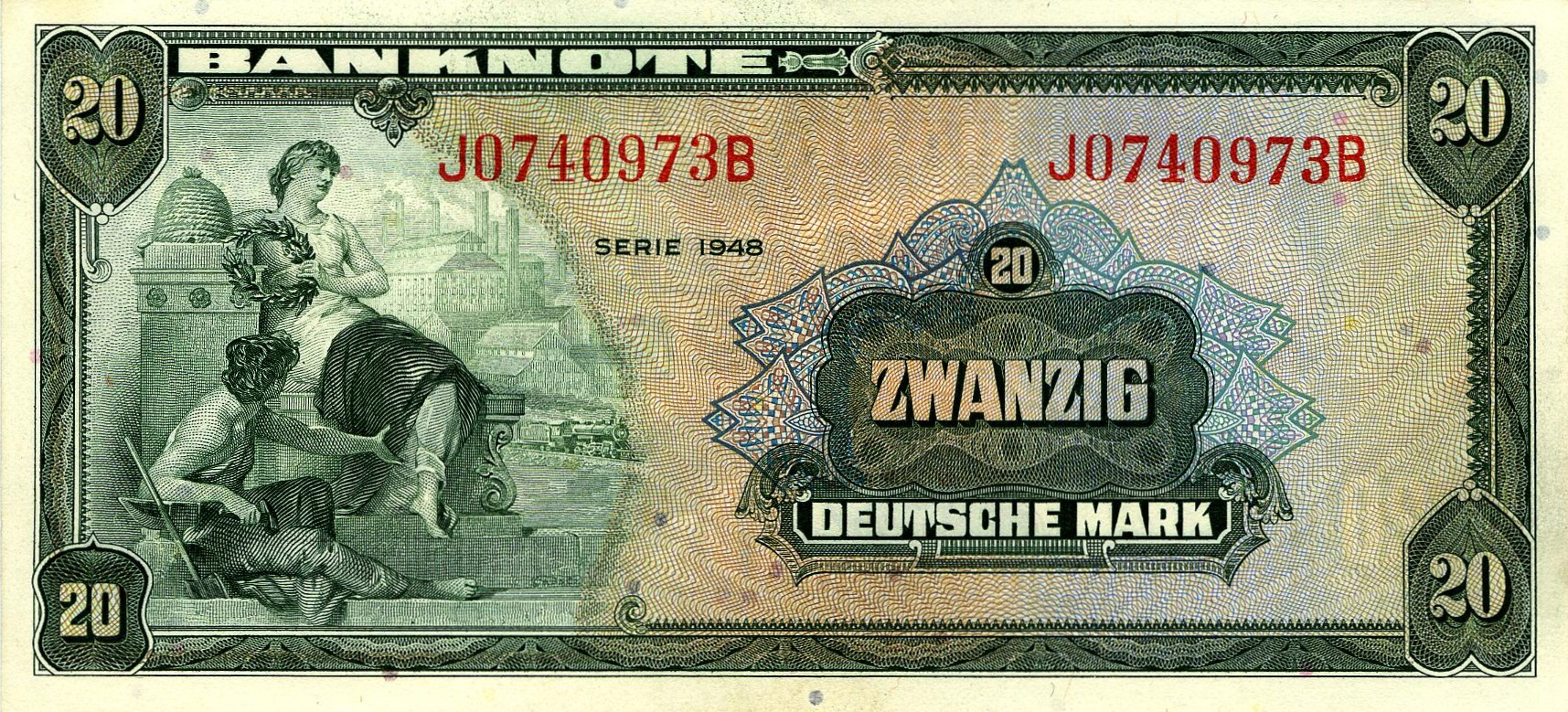
Az első sorozat 20 márkás bankjegye, mérete 146 x 67 mm. 1964-ig volt forgalomban
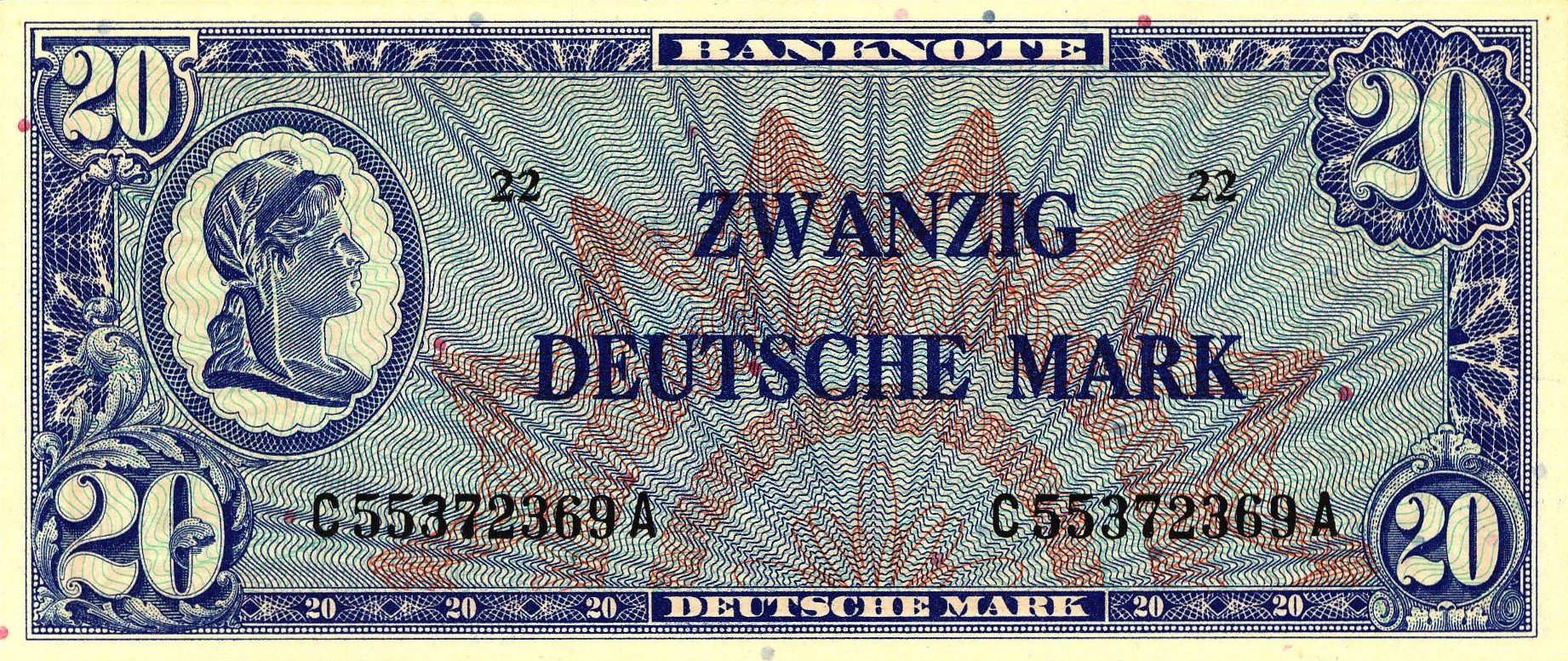
Az első sorozat második típusú 20 márkása, mérete 156 x 67 mm. Rendkívül rövid ideig volt forgalomban, már 1949. május 3-án bevonták
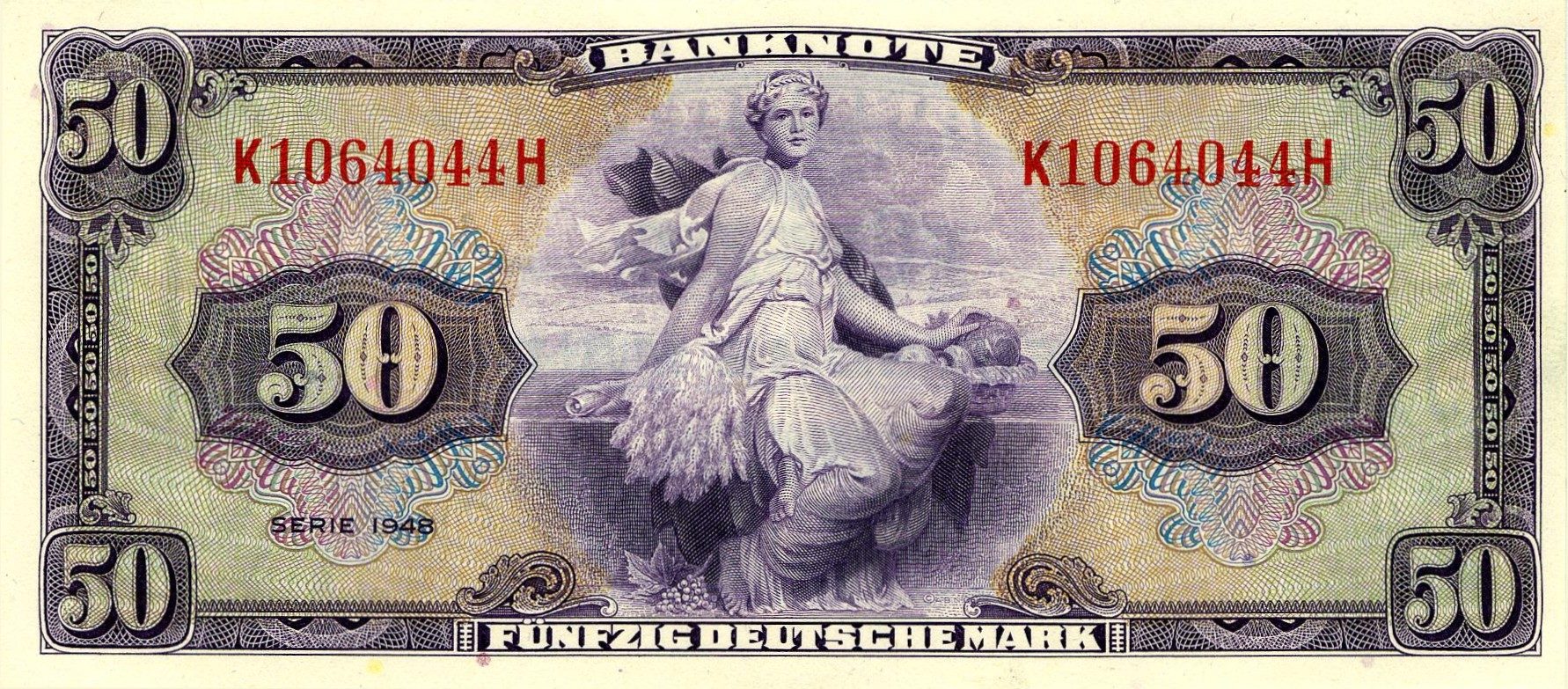
Az első sorozat első 50 márkás bankjegye, mérete 151 x 67 mm. 1962-ig maradt forgalomban
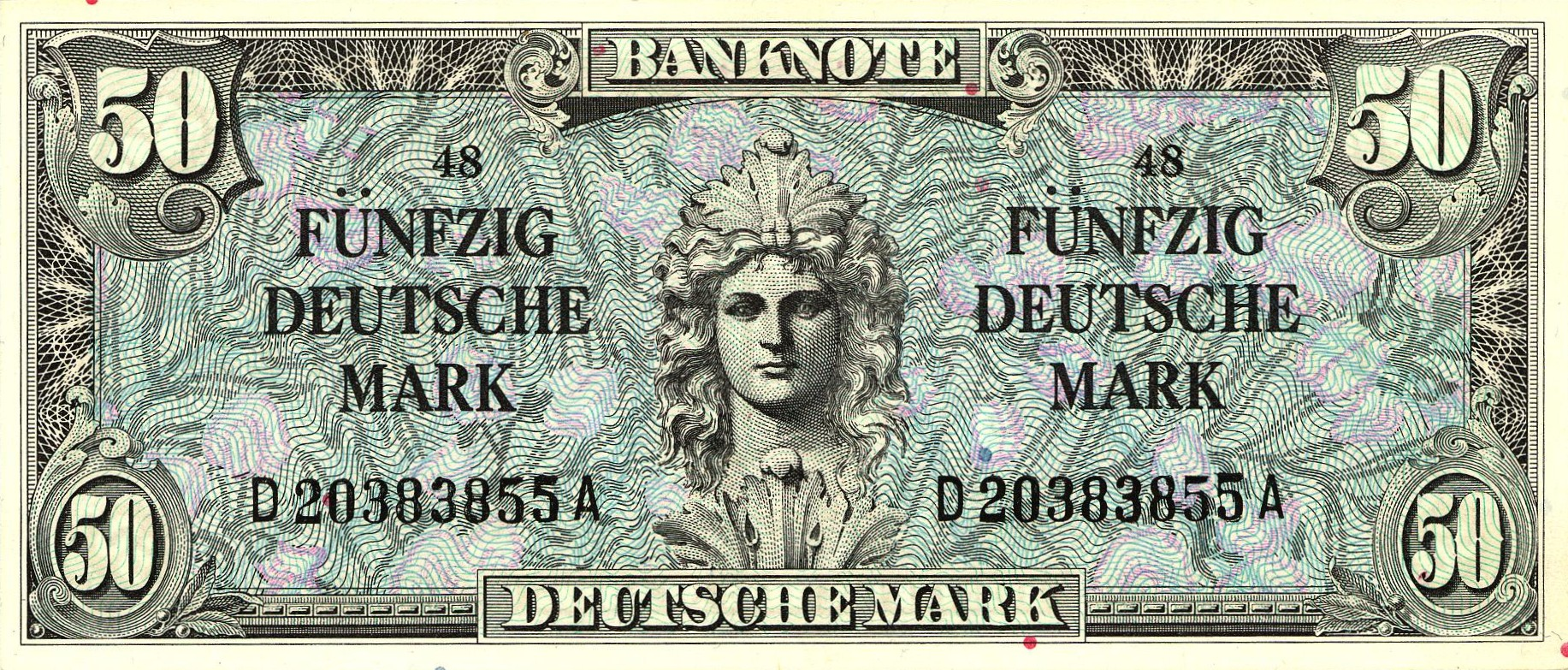
Az első sorozat második típusú 50 márkása, mérete 156 x 67 mm. Rendkívül rövid ideig volt forgalomban, már 1949. július 31-én bevonták
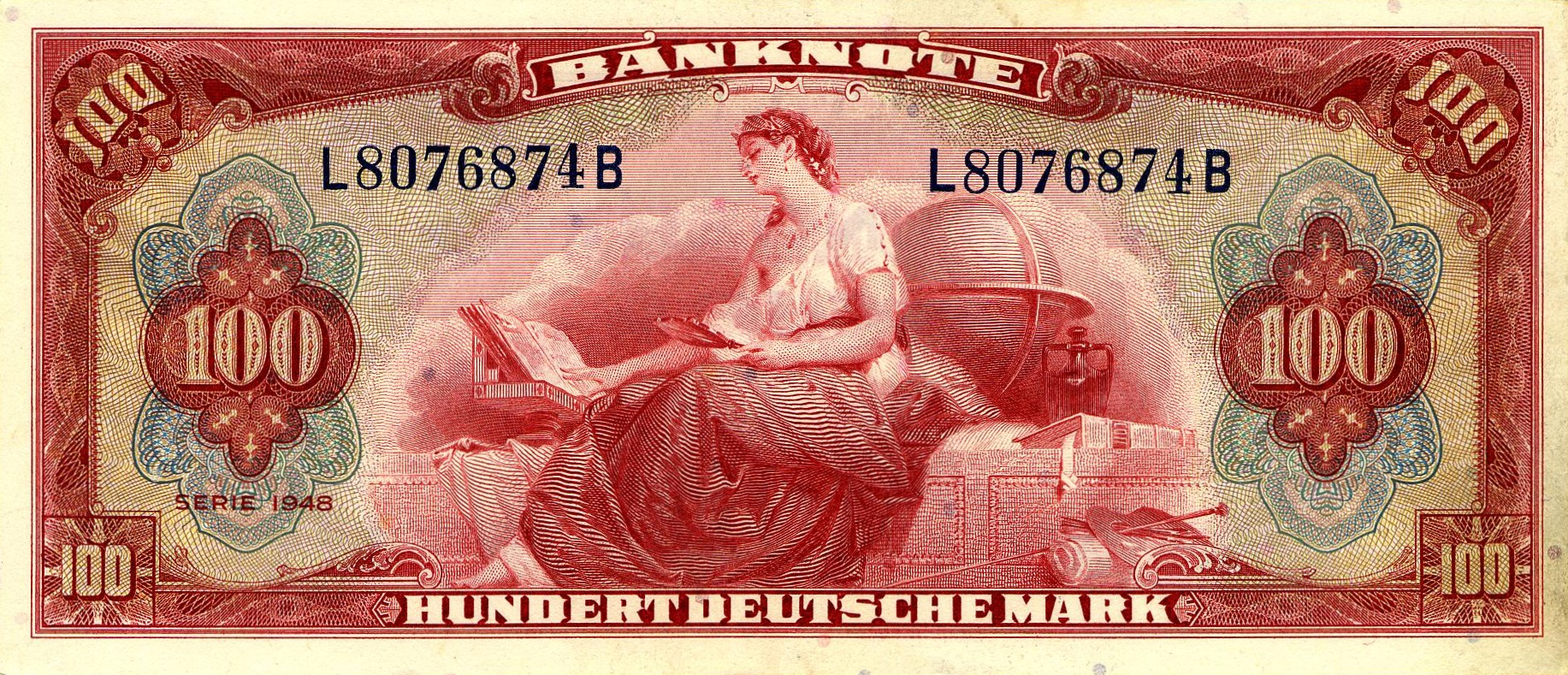
Az első sorozat 100 márkás bankjegye, mérete 156 x 67 mm, 1955-ig maradt forgalomban
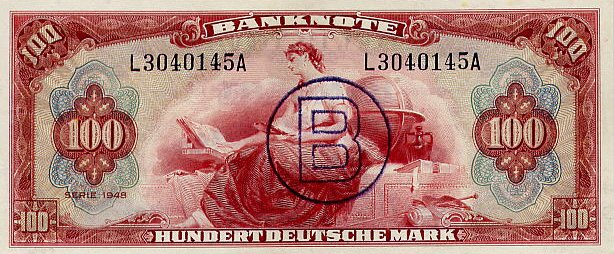
Az első sorozat Nyugat-Berlin számára "B" felülbélyegzéssel ellátott 100 márkása
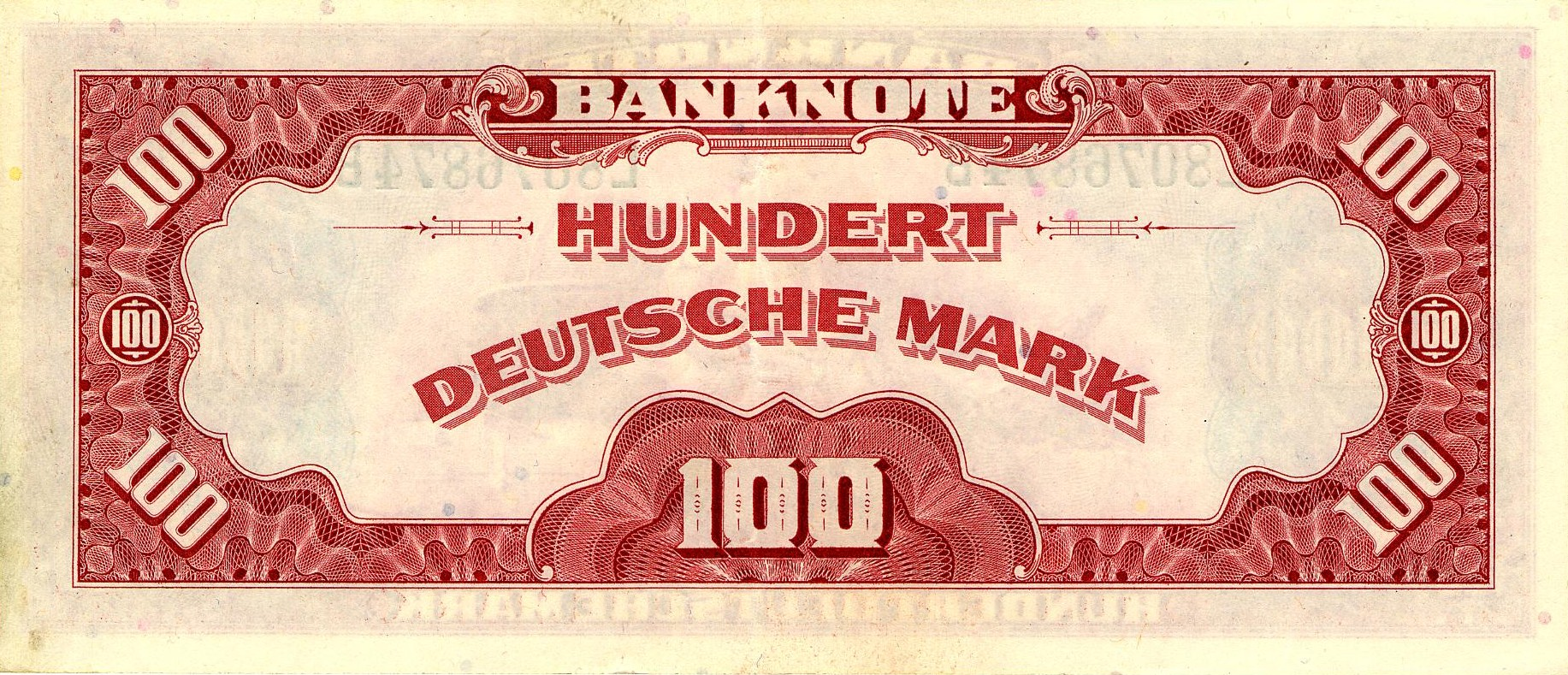
Az első sorozat 100 márkásának hátoldala

### A második sorozat bankjegyei
A második sorozatot 1948-ban adta ki a frissen létrehozott Bank deutscher Länder. A bankjegyek külleme hasonlított az amerikai dolláréhoz és a francia frankéhoz, az egyes címletek tervezését és gyártását megosztva végezte a francia jegybank, a Banque de France, a brit Thomas de la Rue cég és a New York-i American Bank Note Company. Címletek: 5 és 10 pfennig; 5, 10, 20, 50 és 100 márka. Az 5, valamint a franciás stílusú 50 és 100 márkást Max Bittrof (1890-1972) tervezte. A 10 és a 20 márkást az első szériából vették át kisebb módosításokkal, mint például a Bank deutscher Länder felirat megjelenése.

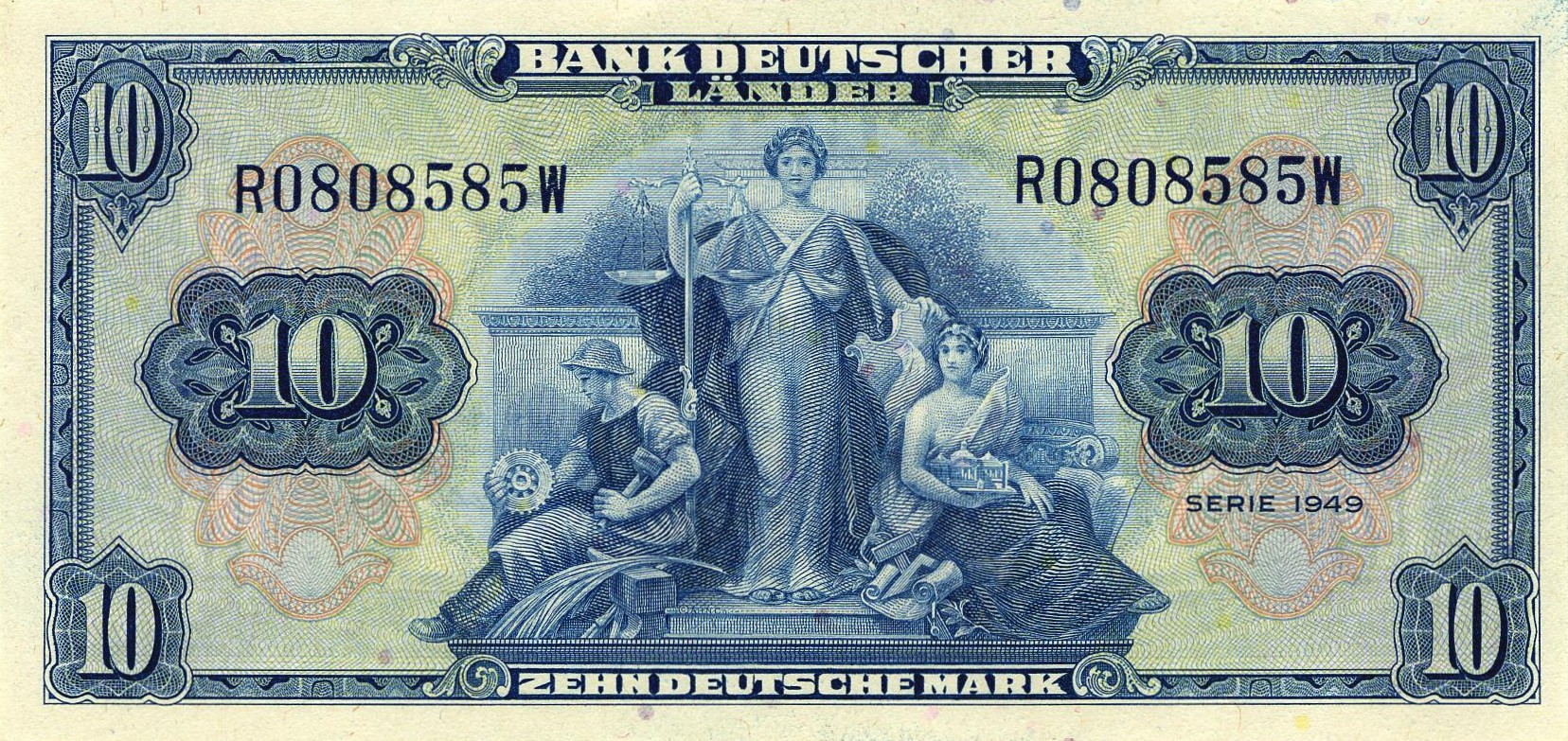
A második sorozat 1951-ben forgalomba hozott 10 márkás bankjegyének előoldala. 1966-ig maradt forgalomban
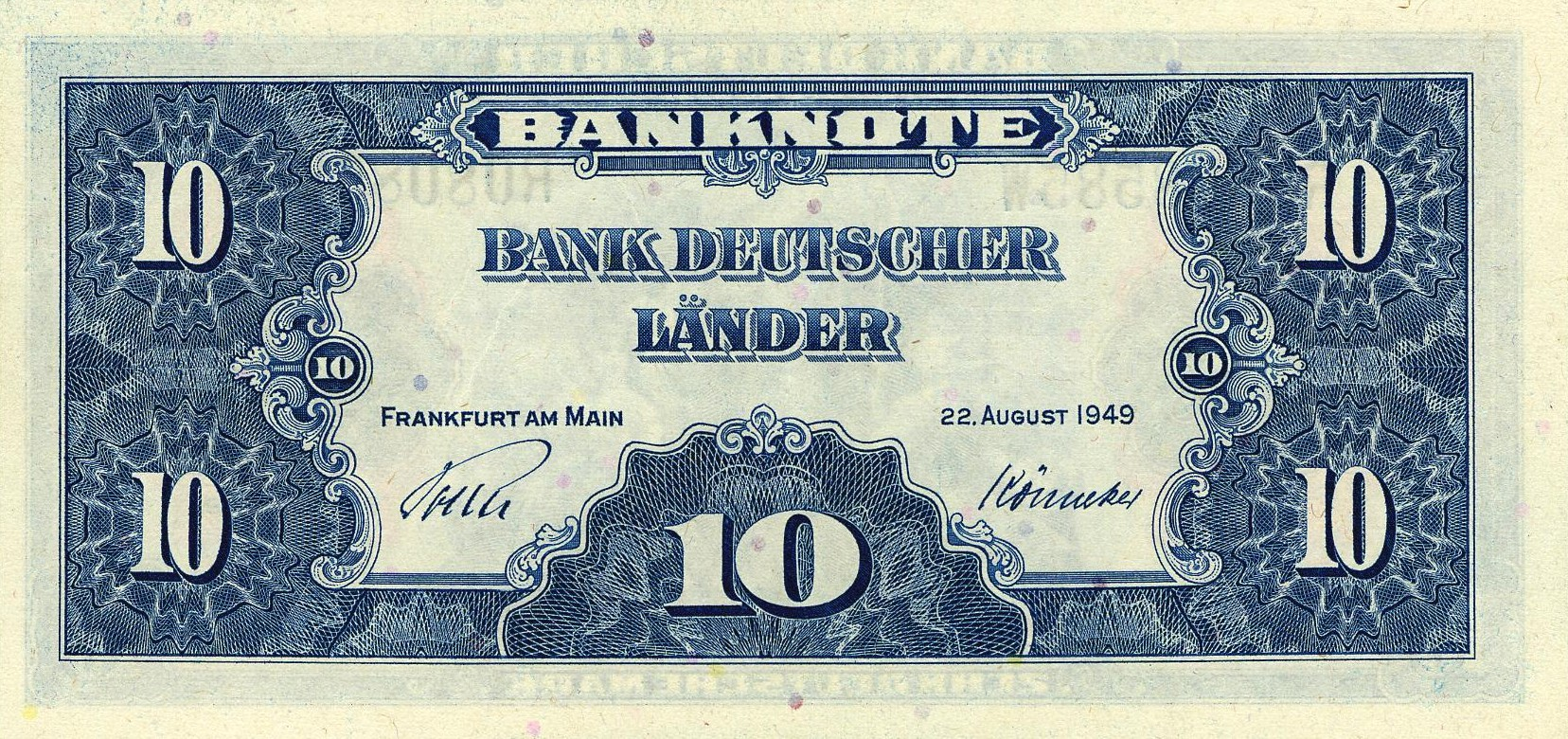
A második sorozat 10 márkás bankjegyének hátoldala
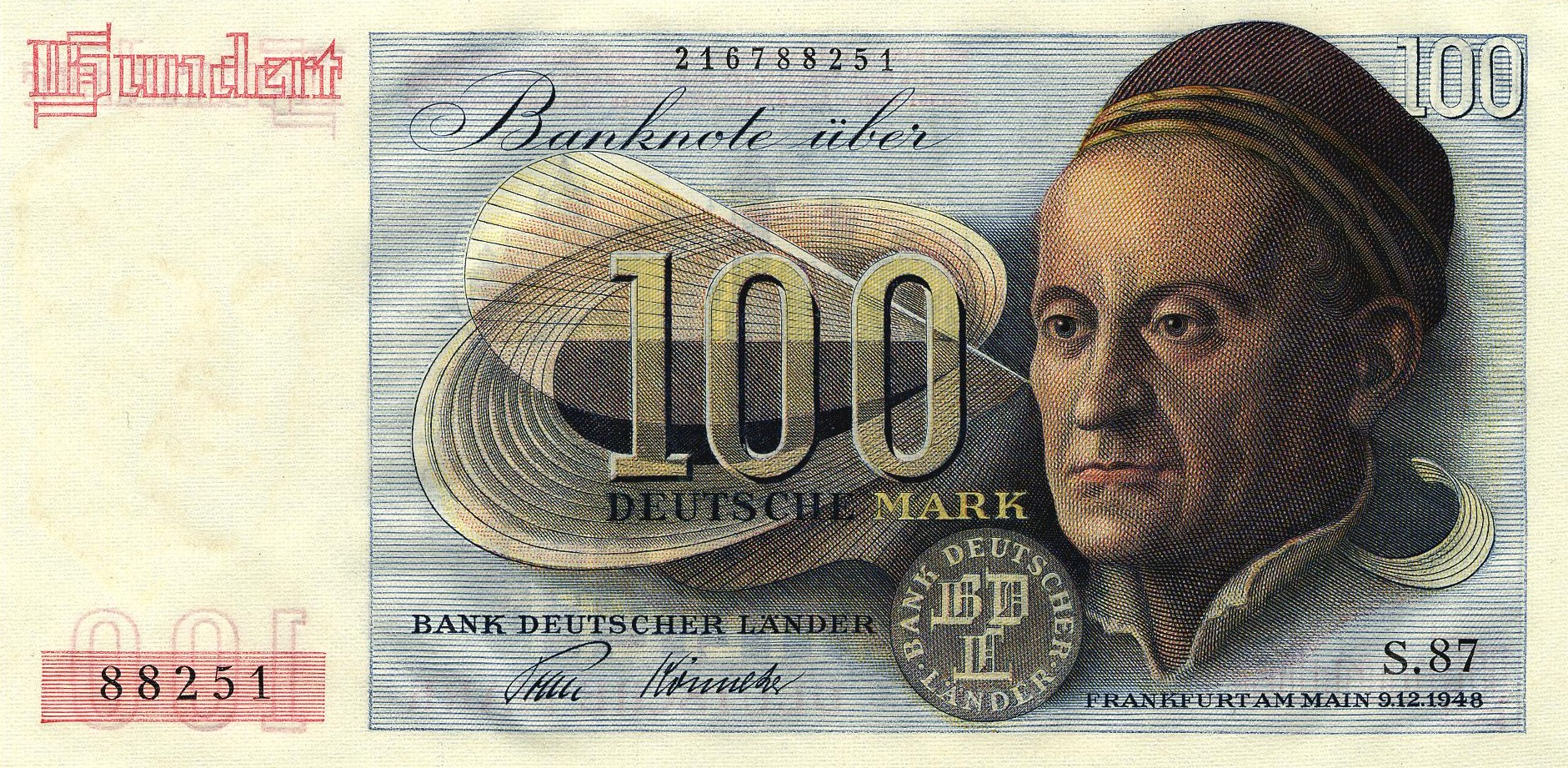
A második sorozat 100 márkás címlete, Jakob Muffel nürnbergi városi tanácsos Albrecht Dürer festette portréjával. Mérete: 160 x 80 mm, 1951 és 1965 között volt forgalomban
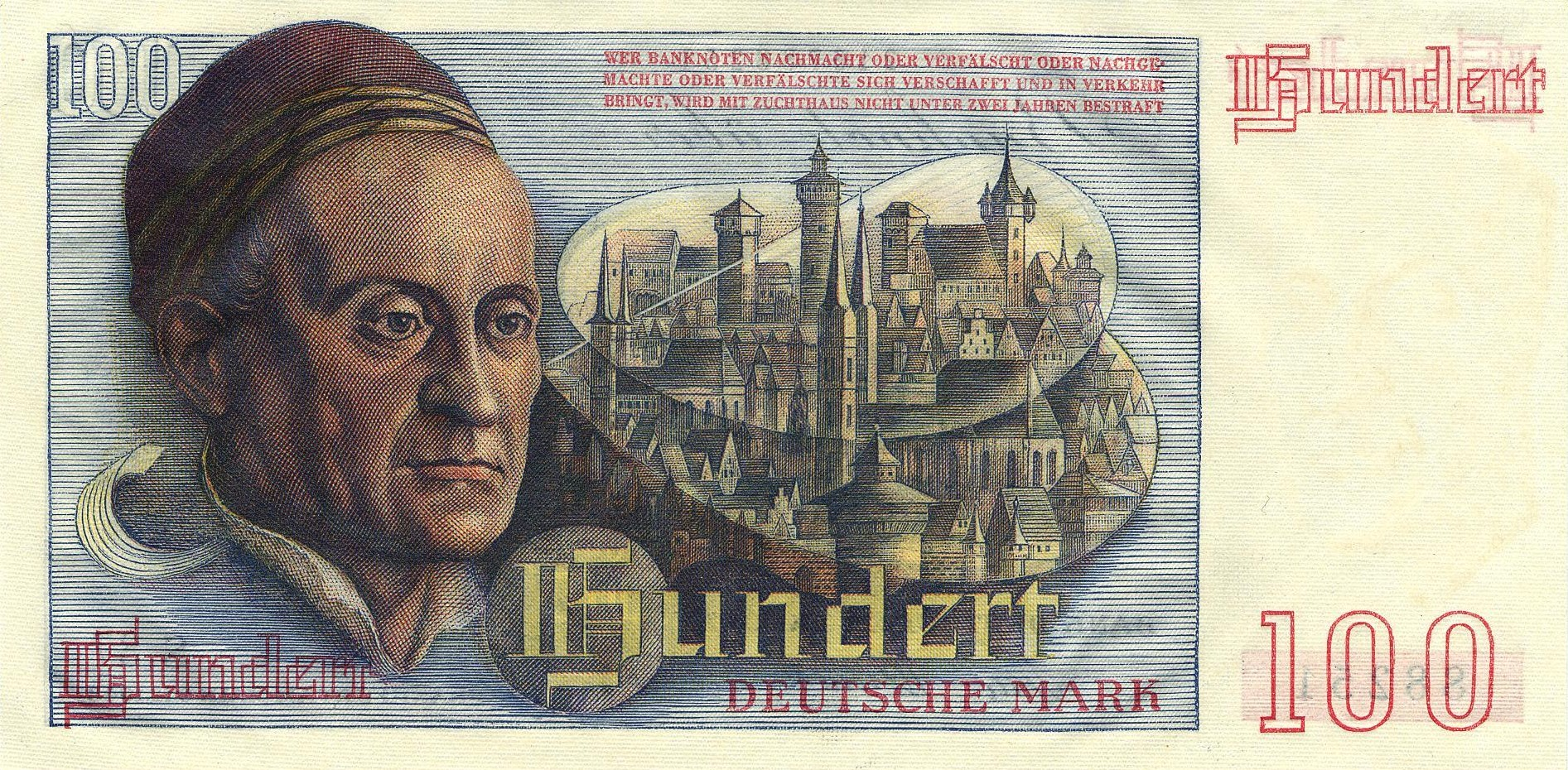
A második sorozat 100 márkás címletének hátoldala, Jakob Muffel képmásával és Nürnberg városának stilizált ábrázolásával

### A harmadik sorozat bankjegyei
A harmadik sorozatot 1960-as kibocsátási évszámmal, 1961 és 1965 között fokozatosan forgalomba helyezve a Deutsche Bundesbank adta ki. A bankjegyeken semleges szimbólumok, híres német festők nem túl jelentős személyeket ábrázoló, de művészettörténeti szempontból kiemelkedő jelentőségű portréfestményei szerepeltek. Címletei: 5, 10, 20, 50, 100, 500 és 1000 márka. Esztétikai szempontból a legszebben sikerült német bankjegyeknek tartják a sorozatot. 1960, 1970, 1977 és 1980-as évszámváltozatokban nyomtatták őket, a forgalomból való kivonásra 1995-ben kerültek.

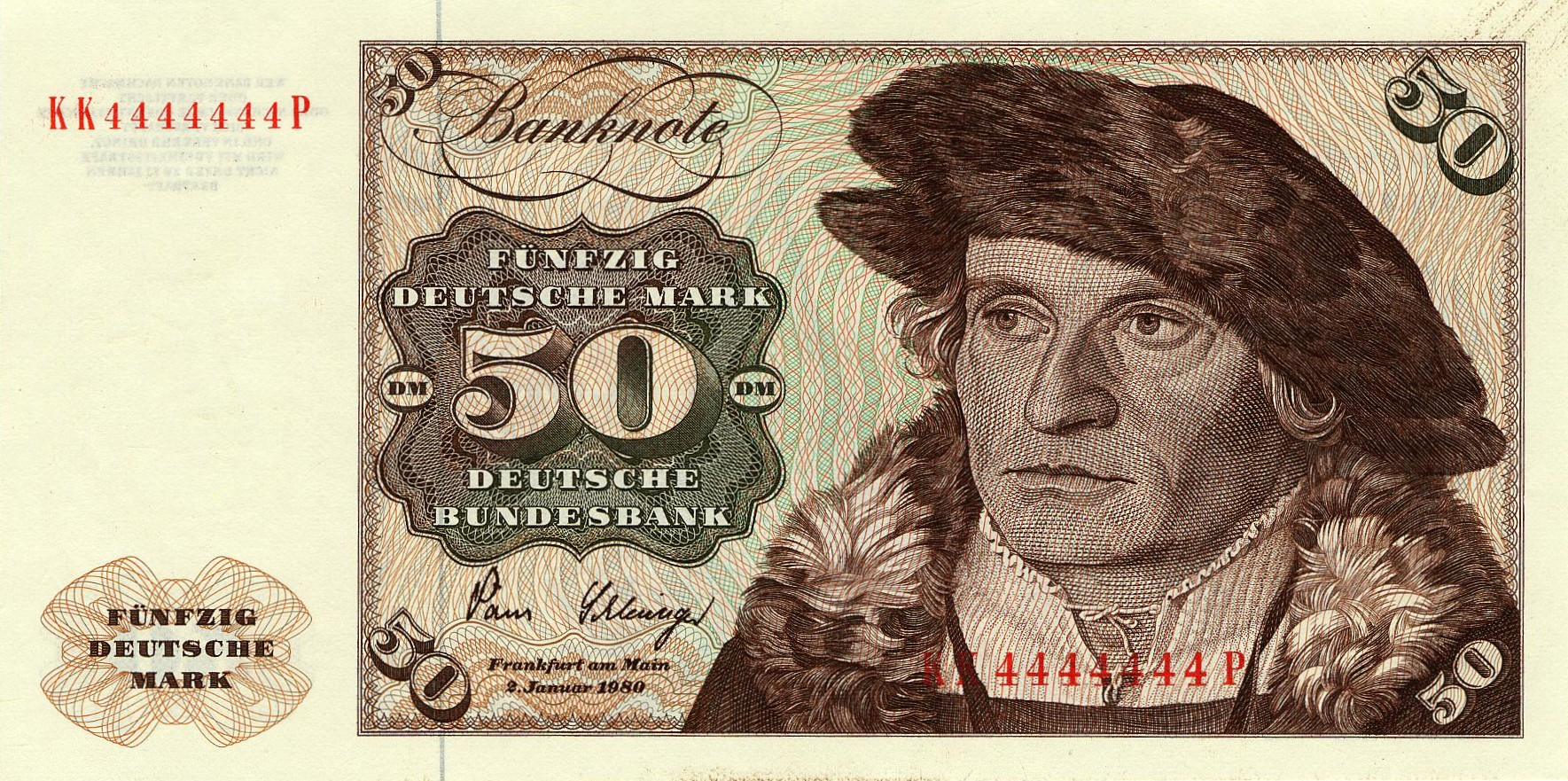
Az 50 márkás bankjegy. A portré Barthel Beham Hans Urmiller a fiával című festménye alapján készült.
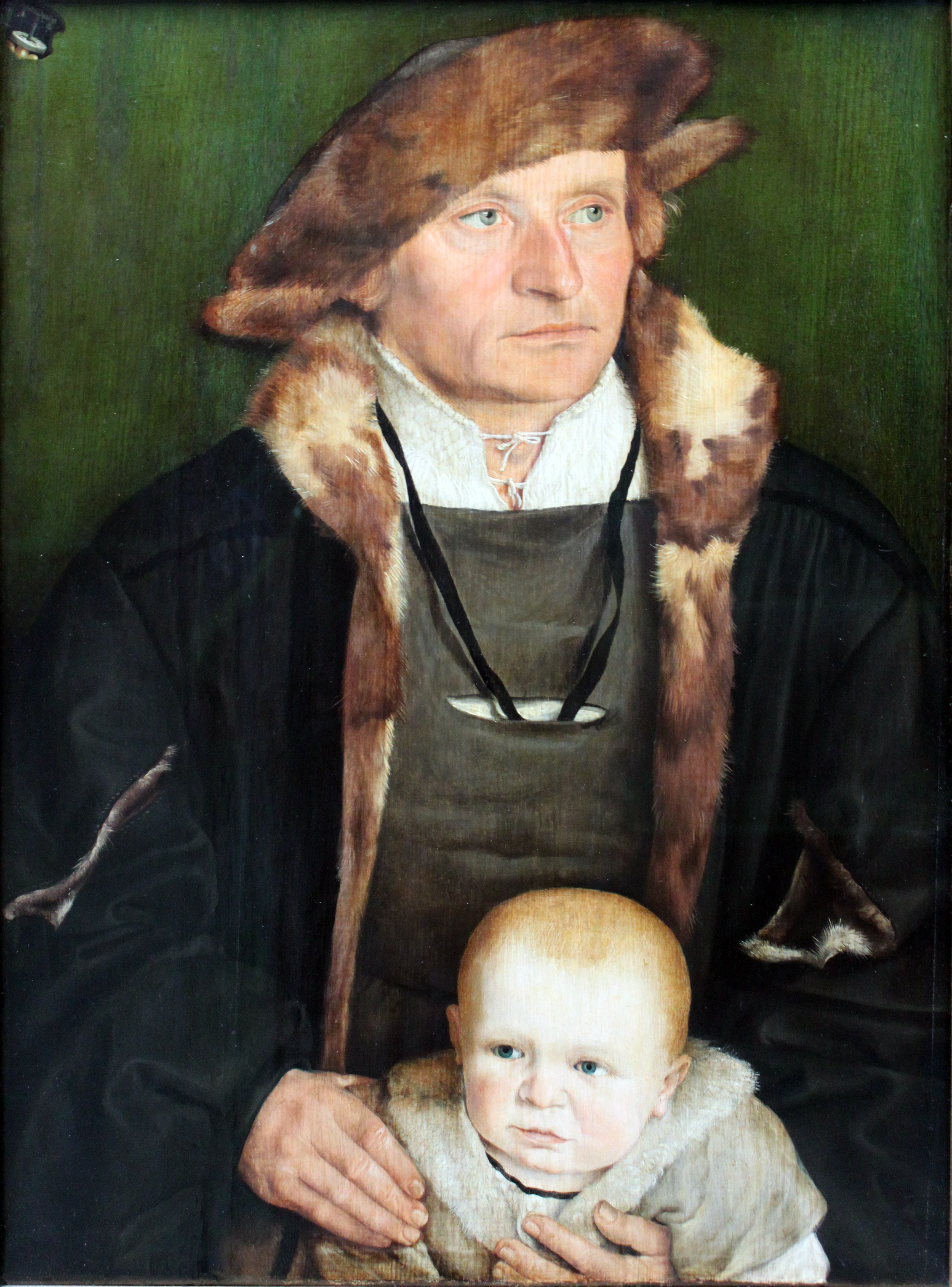
Az 50 márkáson szereplő portré eredetije: Hans Urmiller a fiával (Hans Urmiller mit seinem Sohn).

### A negyedik sorozat(Vierte Serie - BBk III)bankjegyei
A negyedik sorozatot 1990-nel kezdődően hozta forgalomba a Deutsche Bundesbank, hogy felvegye a harcot a fejlődő bankjegyhamisítási technikákkal. A bankjegyek német művészeket és tudósokat, illetve a munkájukhoz kapcsolódó helyszíneket, eszközöket és szimbólumokat ábrázoltak. Ebben a sorozatban jelent meg először a kétszáz márkás címlet, melynek célja a százmárkások forgalmának csökkentése (százmárkás bankjegyek tették ki a teljes bankjegyállomány 54%-át) meg a 100 és 500 márkás címletek közötti „űr” betöltése. Ennek ellenére a kétszáz márkás nem vált népszerűvé.
Az utolsó két sorozatban az ötmárkás bankjegyek mennyisége messze elmaradt az azonos címletű érméétől, illetve a 100 márkánál nagyobb címletek is viszonylag ritkán fordulnak elő.
A német bankjegyek külleme gyakorlatilag nem változott az 1960-1990 közötti időszakban. Mivel a bankjegyhamisítási technikák számottevő fejlődésen mentek keresztül, illetve a viszonylag jó minőségű színes sokszorosítási technikák könnyen elérhetővé váltak, az 1980-as évek végén a Deutsche Bundesbank egy új bankjegysorozat kibocsátását határozta el. Míg a színek hasonlóak maradtak a korábbi címleteken használtakhoz, a bankjegyek külleme teljesen megújult, és egy új címlet, a 200 márkás is a sorozat része lett. Híres német művészek és tudósok arcképe került a bankjegyekre, nők és férfiak egyenlő számban, a növekvő címlettel váltakozva. Az előoldal hátterében megjelenített városok épületei szorosan kapcsolódnak az ábrázolt személyiséghez (például születés vagy elhalálozás helye, munkásságának helyszíne), hasonlóan a szintén a háttérben szereplő szimbólumhoz. A bankjegyek hátoldalának témája is az előoldalon megjelenő személyhez kapcsolódik.
Új biztonsági elemek is megjelentek, mint például az ablakos biztonsági szál (melyen az értékjelzés is szerepel mikroírással), mikroírás, (a rátekintés szögétől függően látható) rejtett kép, (a rátekintés szögétől függően) optikailag változó tulajdonságú festék használata, UV-fényben fluoreszkáló festék használata. A vakok tájékozódását címletenként változó dombornyomott jelek segítik. 
Elsőként, 1990. október 1-jén az 1989. január 2. dátummal nyomtatott 100 és 200 márkás bankjegyek kerültek forgalomba. A következő címlet, a tízmárkás 1991 tavaszán, míg az ötvenmárkás ugyanazon év őszén jelent meg. Végül az új 5, 500 és 1000 márkás bankjegyeket 1992. október 1-jén vezették be. A fokozatos bevezetést azért tartották fontosnak, mert időt akartak hagyni az egyes címletek megismerésére az újabbak megjelenése előtt. Végül utolsóként azokat a bankjegyeket vezették be, melyeknek a legkisebb volt a forgalma.
| Névérték | Kép | Kép | Érték euróban | Szín          | Előoldal                                                                              | Hátoldal                                                                       |
| -------- | --- | --- | ------------- | ------------- | ------------------------------------------------------------------------------------- | ------------------------------------------------------------------------------ |
| 5 DM     |     |     | 2,56          | Sárgászöld    | Bettina von Arnim, a wiepersdorfi kastély és Berlin történelmi épületei               | Brandenburgi kapu                                                              |
| 10 DM    |     |     | 5,11          | Kékeslila     | Carl Friedrich Gauss, normál eloszlás sűrűségfüggvénye, Göttingen történelmi épületei | Szextáns, Hannover háromszögeléses felmérésekor készült térkép                 |
| 20 DM    |     |     | 10,23         | Kékeszöld     | Annette von Droste-Hülshoff, Meersburg épületei                                       | Írótoll és bükk, mely a Zsidóbükk című művére utal                             |
| 50 DM    |     |     | 25,56         | Sárgásbarna   | Balthasar Neumann, Würzburg óvárosának épületei                                       | A würzburgi érseki palota lépcsőháza, a kitzingeni keresztelőkápolna alaprajza |
| 100 DM   |     |     | 51,13         | Kék           | Clara Schumann, Lipcse történelmi épületei, líra                                      | Zongora, a frankfurti Hoch'sches Konservatorium                                |
| 200 DM   |     |     | 102,26        | Narancs       | Paul Ehrlich, Frankfurt történelmi épületei, az arzfenamin képlete                    | Mikroszkóp, Aszklépiosz botja, vázlatos sejtstruktúrák                         |
| 500 DM   |     |     | 255,65        | Vörösesibolya | Anna Maria Sibylla Merian, egy rovar, Nürnberg történelmi épületei                    | Pitypang, araszolólepke lárvája, lepke                                         |
| 1000 DM  |     |     | 511,29        | Sötétbarna    | Wilhelm és Jakob Grimm, Kassel történelmi épületei                                    | A Grimm-féle német szótár (Deutsches Wörterbuch), a berlini királyi könyvtár   |

#### Korszerűsített, 1996-os 50, 100 és 200 márkás (BBk IIIa)
1996-tól a legfontosabbnak tartott 50, 100 és 200 márkás címletekre újabb biztonsági elemek kerültek: hologramhatású kép, EURion csillagkép és gyöngyházfényű irizáló festékkel nyomtatott kép.
| Kép        | Kép | Névérték | Érték euróban | Szín        | Előoldal                                                           | Hátoldal                                                                       |
| ---------- | --- | -------- | ------------- | ----------- | ------------------------------------------------------------------ | ------------------------------------------------------------------------------ |
| 50 DM 1996 |     | 50 DM    | 25,56         | Sárgásbarna | Balthasar Neumann, Würzburg óvárosának épületei                    | A würzburgi érseki palota lépcsőháza, a kitzingeni keresztelőkápolna alaprajza |
|            |     | 100 DM   | 51,13         | Kék         | Clara Schumann, Lipcse történelmi épületei, líra                   | Zongora, a frankfurti Hoch'sches Konservatorium                                |
|            |     | 200 DM   | 102,26        | Narancs     | Paul Ehrlich, Frankfurt történelmi épületei, az arzfenamin képlete | Mikroszkóp, Aszklépiosz botja, vázlatos sejtstruktúrák                         |

## Külső hivatkozások
- Történelmi német márka bankjegyekből (németül)
- Overview of German Mark from BBC online
- Historical US Dollars to German Marks currency conversion, 1913-2005
- Mark, euro and euro commemoratives
- Coins 2
- A német márka napjainkban